# Juan Francisco García (Boxer)
Juan Francisco García Guerrero (* 28. März 1953 in San Lucas de Ocampo, Durango; † 8. Januar 2023 in Mexiko-Stadt) war ein mexikanischer Boxer.

## Werdegang
Juan Francisco García begann im Alter von 15 Jahren mit dem Boxsport. Er gewann bei den Panamerikanischen Spielen 1971 die Goldmedaille im Federgewicht. Bei den Olympischen Sommerspielen 1972 in München schied García in der ersten Runde des Federgewichtsturniers gegen Ryszard Tomczyk aus Polen aus.
Nach seiner Boxkarriere absolvierte García ein Jurastudium an der Nationalen Autonomen Universität von Mexiko und war anschließend als Anwalt tätig. Er war Mitglied des Comité Olímpico Mexicano und fungierte später bei diesem als juristischer Direktor. Zudem war er Präsident der Federación Mexicana de Boxeo und wurde später zum Ehrenpräsidenten ernannt.